# Hille kyrka
Hille kyrka är en kyrkobyggnad på Hilleåsen i Hille socken i Gävle kommun. Den är församlingskyrka i Hille församling i Uppsala stift.

## Kyrkobyggnaden
Nuvarande kyrka uppfördes 1863 efter ritningar av arkitekt Per Axel Nyström. Kyrkan är uppförd i gråsten med vit målning. Invändiga restaureringar genomfördes 1904 och 1954. Vid en renovering 2006 målades väggarna och kortakets målningar gjordes rena. Ett nytt värmesystem med bergvärme installerades.
Kyrkan består av ett långhus orienterat i nord-sydlig riktning. I söder finns ett smalare flersidigt kor och i norr ett kyrktorn. Korfönstret har en glasmålning som föreställer Kristus på korset och som tillkom vid renoveringen 1904. I koret finns takmålningar av konstnären Edvard August Bergh.

## Sägnen om jungfru Hilleborg

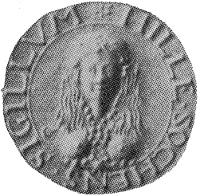
Hille sockens sigill från 1600-talet. Anses avbilda jungfru Hilleborg.

Enligt sägnen sägs det att en jungfru Hilleborg lät bygga den första kyrkan i Hille. Sägnen säger att hon föddes i Rom och att hennes föräldrar var romersk mor och en viking från Hille. Efter moderns död reste fadern och Hilleborg till Hille men blev attackerade av vikingar vid gästriklands kust varpå fadern stupade. Hilleborg överlevde striden och kom att bygga en kyrka tillsammans med ortsborna i Hille. Det anses vara hennes ansikte som har skildrats på Hille sockens sigill.

## Medeltidskyrkan
Tidigare kyrkobyggnad uppfördes troligen omkring år 1300. Kyrkan hade en stomme av gråsten och ett spånklätt sadeltak. Torn saknades och kyrkklockorna fanns i klockstapel av trä på kyrkogården. På 1400-talet skall ett vapenhus byggts till och innertaket av trä ersattes av ett tegelvalv med målningar. Kyrkorummet hade två stjärnvalv dekorerade med kalkmålningar från medeltiden. 1857 fattades beslut att bygga en ny kyrka och 1862 revs gamla kyrkan.

## Inventarier
- Ett rökelsekar av brons är från 1200-talet. Rökelsekaret är klotformat och saknar kedjor.
- En Mariaskulptur i ek är från 1300-talet.
- Ett triumfkrucifix med Kristusbild är från 1400-talet. Krucifixet hänger på högra väggen i koret.
- Predikstolen snidades av Per-Olof Hillgren i Hilleby till nuvarande kyrkas invigning.
- Tre ljuskronor är från 1600-talet. En ljuskrona är från 1714 och de två största är från 1800-talet.
- Två kyrkklockor av malm är omgjutna 1882 av Johan A. Beckman & Co i Stockholm.

Orgel
- 1863 byggdes nuvarande orgel med 16 stämmor fördelade på två manualer och pedal av Erik Adolf Setterquist, Hallsberg. Nuvarande orgeln har följande disposition:

| Man I. Huvudverk C-f3 | Man II. Svällverk C-f3 | Pedal C-d1         | Koppel |
| --------------------- | ---------------------- | ------------------ | ------ |
| Principal 8'          | Rörflöjt 8'            | Subbas 16'         | II/I   |
| Gedackt 8'            | Principal 4'           | Oktavbas 8'        | II/P   |
| Oktava 4'             | Flöjt oktaviante 4'    | Oktava 4'          | I/P    |
| Rörflöjt 4'           | Waldflöjt 2'           | Rauschkvint 2 chor |        |
| Kvinta 2 2/3'         | Scharf 3 chor          |                    |        |
| Oktava 2'             |                        |                    |        |
| Mixtur 4-5 chor       |                        |                    |        |
| Corno 8'              |                        |                    |        |

### Webbkällor
- Hille församling
- byggnadspresentation